# Сищик петербурзької поліції
«Сищик Петербурзької поліції» (рос. Сыщик петербургской полиции) — радянський художній фільм 1991 року, режисера Віктора Кобзєва. Екранізація повісті Леоніда Юзефовича «Ситуація на Балканах».

## Сюжет
Начальник Петербурзької розшукової поліції Іван Путілін розслідує вбивство австрійського військового аташе. Вбивство може мати для Росії несприятливі наслідки.

## У ролях
- Петро Щербаков —  Іван Дмитрович Путілін
- Всеволод Ларіонов —  граф Шувалов
- Альберт Філозов — граф Хотек, посол Австро-Угорщини
- Юліан Макаров — Пєвцов, жандармський ротмістр
- Олег Афанасьєв —  Стрекалов
- Вероніка Ізотова —  Стрекалова
- Валерій Лисенков —  Соротченко, часний пристав
- Сергій Парфьонов —  Судзиловський, поручик Преображенського полку
- Олександр Бурєєв —  Константинов, довірений агент
- Георгій Махмуров —  Іван Боєв, студент-медик
- Віктор Мамаєв —  камердинер
- Петро Юрченков-старший —  Сопов
- Валерій Афанасьєв —  Рукавишников, унтер
- Дмитро Шилко —  кухар князя

## Знімальна група
- Режисер — Віктор Кобзєв
- Сценарист — Віктор Кобзєв
- Оператори — Рудольф Мещерягін, В'ячеслав Пєтухов
- Композитор — Альгірдас Паулавічюс
- Художник — Валерій Кукенков